# Чищення зубів

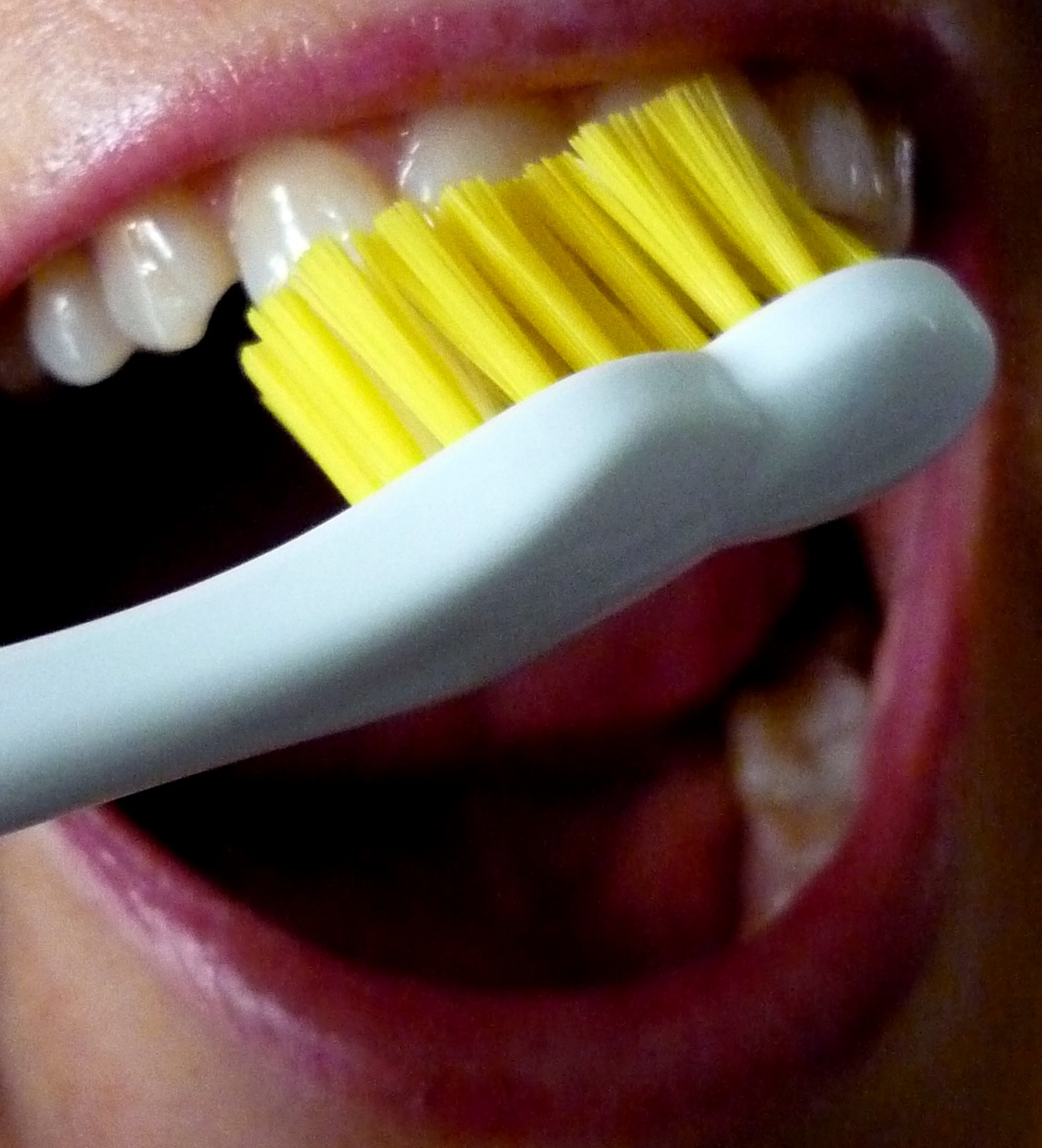
Чищення зубів за допомогою зубної щітки

Чищення зубів — гігієнічна процедура для очищення поверхні зубів від залишків їжі і м'якого  зубного нальоту. Зазвичай виконується з допомогою зубної щітки або/і зубної нитки.
Догляд за зубами — це комплекс гігієнічних та профілактичних заходів, спрямованих на підтримку здоров'я порожнини рота (зубів,  ясен,  слизової). Ці заходи можна розділити на індивідуальні (проводяться в домашніх умовах) і професійні (проводяться в стоматологічному кабінеті).

## З історії
Напевно, перший опис процедури чищення зубів призводить Діодор Сицилійський: «… кельти чистять зуби сечею, вважаючи, що це зміцнює здоров'я ».
В XI ст. ал-Газалі записав: "Починають [чистити зуби] з правого боку, потім — з лівого, після чого в такому ж порядку [чистять] передні [зуби], услід за чим приступають [з боку] піднебіння та язика. Слід знати, що зубна щітка важлива, бо в переказі є про те, що один намаз з [використанням] зубної щітки вартий сімдесяти намазів без зубної щітки ". Зубну щітку робили тоді з верблюжої колючки.
Ця гігієнічна процедура в середині XVII століття у московських модниць була підмінена чорнінням зубів з використанням, як писав Семюель Коллінз — особистий лікар Олексія Романова, — «меркуріальних білил» (тобто білил на основі ртуті ).

## Засоби гігієни
- Зубні пасти, гелі.
- Зубні щітки (механічні, електричні, для обробки зубних протезів), флоси, іригатори, стимулятори порожнини рота, йоржики.
- Жувальні гумки, цукерки для дезодорації порожнини рота.
- Таблетки для обробки зубних протезів, таблетки фарбувальні для виявлення зубного нальоту.
- Зубні еліксири, ополіскувачі, дезодоранти.
- Дентальні серветки.

## Основні відомості
Чистити зуби за допомогою зубної щітки можна починати тоді, коли у дитини з'являються чотири нижніх різці. Дошкільнята, починаючи з третього року життя чистять зуби самостійно (їх потрібно вчити цьому).
Більшість зубних лікарів рекомендують чистити зуби двічі на день, після споживання їжі. Основною гігієнічною процедурою є вечірнє чищення зубів перед сном, тому що неприбраний наліт і їжа, що утворилися протягом дня, сприяє бурхливому розмноженню бактерій і, отже, розвитку карієсу і запалення ясен . Під час відвідування пацієнтом зубного кабінету, стоматолог або медсестра можуть показати найправильніший спосіб чищення зубів.
Особливо проблемними зонами для очищення від нальоту є: внутрішня поверхня нижніх різців (тут найчастіше утворюється зубний камінь), внутрішня (язикова) поверхня нижніх жувальних зубів і зовнішня (щокова) поверхня верхніх жувальних зубів.
При захворюванні ясен лікар може рекомендувати чистити міжзубні проміжки спеціальним йоржиком.
Щітку рекомендують заміняти на нову принаймні кожні три місяці, тому що вона зношується. Деякі сучасні зубні щітки забезпечені колірним індикатором зношеності — кольорова смужка щетини, знебарвлюються на половину приблизно через три місяці нормального використання. Щоб уникнути ризику перенесення інфекції, не рекомендують користуватися однією щіткою з кимось іншим.
Крім чищення зубів щіткою необхідно (проте це не доведено жодними дослідженнями[джерело?]) прочищати проміжки між зубамизубною ниткою і регулярно відвідувати зубного лікаря для професійного чищення. Відвідувати стоматолога необхідно 2 рази на рік.[джерело?]

## Методика чищення зубною щіткою і пастою

### Як чистити
Необхідно чистити зуби не менше двох разів на день: вранці після сніданку (1 — видалення залишків їжі; 2 — не на порожній шлунок), перед  сном , після останнього споживання їжі / рідини (за винятком води).
1. Перед чищенням зубну щітку обов'язково потрібно помити.
2. На щітку наноситься невелика кількість пасти (не більше 0,5 см для дітей і не більше 1 см для дорослих).
3. Розташуйте головку зубної щітки під кутом 45 градусів до лінії ясен. Робіть короткі кругові рухи у напрямку від ясен до ріжучого краю. Ретельно чистьте кожен зуб.
4. Чищення внутрішньої поверхні кожного зуба рухом від ясен до зуба. Щітка ставиться  перпендикулярно ріжучим краям.
5. Такими ж рухами чистите зовнішні поверхні зубів.
6. Рухами вперед-назад або круговими очистьте жувальні поверхні верхніх і нижніх кутніх зубів.
7. Завершіть чистку масажем ясен — при закритому роті щіткою зробіть кругові рухи із захопленням зубів і ясен.
8. Почистіть язик (для чищення язика проводяться спеціальні скребки, але можна обмежитися і зубною щіткою. Починайте чистку язика з задньої частини і поступово прямуйте до передньої поверхні).
9. Помийте щітку і поставте в склянку  щетиною вгору.

### Додаткові рекомендації
- Не варто сильно тиснути на щітку.
- Чистити зуби необхідно до 3 хвилин (приблизно 500 рухів).
- Не використовувати зайву кількість зубної пасти.
- Ретельно прополощіть ротову порожнину.
- Не ковтайте пасту, тому що зайва кількість фтору руйнує зуби.

### Оцінка якості чищення
- У домашніх умовах чистоту зубів можна визначити, провівши язиком по всіх поверхнях, якщо зуби гладкі — це є критерієм гарної гігієни, якщо визначається шорсткість — ці місця треба ще раз піддати очищенню.
- У спеціалізованих магазинах продаються спеціальні таблетки для фарбування зубного нальоту.
- В умовах стоматологічного кабінету якість гігієни можна перевірити за допомогою спеціальних фарбувальних розчинів. Можна нанести на зуби розчин йоду і побачити, де залишився наліт.

### Ускладнення через неправильне чищення зубів
Через неправильні рухи зубної щітки (вгору-вниз, вліво-вправо або кругові рухи) травмуються ясна, м'який зубний наліт вганяють у міжзубні проміжки і в ясенні кишені, а зуби в області шийок сточуються і утворюється клиноподібний дефект.

## Зубні нитки
Зубні нитки (флоси) призначені для ретельного видалення зубного нальоту і залишків їжі із проміжків між зубами. Так як при чищенні зубів щіткою наліт з міжзубних проміжків не видаляється повністю, то чищення зубів флосом є необхідним доповненням. Тому чистити зуби флосом рекомендується після кожного споживання їжі і до чищення зубів. 

## Зубні еліксири
Еліксири покращують очищення поверхонь зубів, попереджають утворення зубного нальоту, дезодорують порожнину рота. Вони являють собою однорідну прозору рідину, що містить біологічно активні компоненти, мають певний запах і колір.